# Felipa Maria Aranha
Pour les articles homonymes, voir Aranha.
Felipa Maria Aranha (Costa da Mina, c. 1720 - Confédération d'Itapocu, c. 1780) était une cheffe de file quilombola dans la région du bas Tocantins, au Pará, principalement responsable de l'organisation du quilombo de Mola et de la Confédération d'Itapocu. 
Sa résistance aux incursions des propriétaires d'esclaves et des troupes portugaises est mémorable parmi les quilombolas restants et la communauté noire brésilienne,. 

## Biographie
Probablement de la Costa da Mina, Felipa Maria Aranha est née entre les années 1720 et 1730. Elle aurait été capturée, encore jeune, vers 1740, et vendue comme esclave sur la place de Santa Maria de Belém do Grão Pará. 
Envoyée à Cametá, elle est forcée à travailler dans une ferme d'esclaves, plantant de la canne à sucre. On ne sait pas comment elle a réussi à s'échapper, cependant, avec des centaines d'autres Noirs, elle a réussi à former l'un des quilombos les plus grands et les mieux structurés du Brésil, Mola, à la source du ruisseau Itapocu, sur le territoire de Cametá. 
Le quilombo qu'elle dirigeait se vantait d'un haut degré d'organisation politique, sociale et militaire, étant l'un des plus grands modèles de résistance à l'esclavage que l'historiographie ait jamais rencontrés. 
Son leadership militaire a réussi à expulser les forces portugaises et les diverses incursions des capitaines de la brousse. Elle avait également une grande capacité politique, car elle a réussi à structurer une entité composée de cinq quilombos, la Confédération d'Itapocu, qui a subi de sévères défaites face aux forces esclavagistes. 